# Sparteca
Das SPARTECA (engl. South Pacific Regional Trade and Economic Co-operation Agreement, dt. Südpazifisches Handels- und Wirtschaftsabkommen) ist ein am 14. Juli 1980 ausgehandeltes Abkommen mehrerer Staaten des südpazifischen Raums, das das Ziel hat, durch Handels- und Wirtschaftskooperation die unausgeglichenen wirtschaftlichen Beziehungen zwischen Australien und Neuseeland einerseits und den kleinen Inselstaaten der Region andererseits zu verbessern. Es wurde von folgenden Staaten unterzeichnet:
- Australien
- Cookinseln
- Kiribati
- Neuseeland
- Niue
- Papua-Neuguinea
- Salomonen
- Samoa
- Tonga
- Tuvalu

Später traten bei:
- Fidschi
- Marshallinseln
- Föderierte Staaten von Mikronesien
- Nauru
- Vanuatu